# Epe
|  | Per a altres significats, vegeu «Epké». |

Epe és un municipi de la província de Gelderland, al centre-oest dels Països Baixos. L'1 de gener del 2009 tenia 32.979 habitants repartits sobre una superfície de 157,25 km² (dels quals 1,05 km² corresponen a aigua). Limita al nord amb Elburg, Oldebroek, Heerde i Olst-Wijhe, a l'oest amb Nunspeet i al sud amb Apeldoorn i Voorst.

## Centres de població

### Barris i districtes d'Epe
Vegtelarij (Epe-Zuid), Burgerenk (Epe-Zuid), Hoge Weerd (Epe-Noord), Het Hoge Land, Klaarbeek, Klimtuin (Epe-Zuid), De Haverkamp (Epe-Zuid), 't Gildenhoekje (Epe-Zuid).

### Nuclis
Boshoek, Dijkhuizen (Epe), Emst, Geerstraat, Gortel, Hanendorp, De Hegge, Jonas, 't Laar, Laarstraat, Loobrink, Niersen, Oene, Oosterhof, Schaveren, Tongeren, Vaassen, Vemde, Westendorp, Wijnbergen, Wissel i Zuuk.

## Administració
El consistori consta de 23 membres, compost per:
- PvdA 5 regidors
- CDA 4 regidors
- Nieuwe Lijn 4 regidors
- VVD 4 regidors
- GroenLinks 2 regidors
- SGP/ChristenUnie 2 regidors
- Gemeentebelangen 1 regidor
- Liberale Burgerpartij 1 regidor

## Ciutats agermanades
- Rajecké Teplice, Eslovàquia